# Rhampholeon hattinghi
Rhampholeon hattinghi — вид ігуаноподібних ящірок родини хамелеонових (Chamaeleonidae). Ендемік Демократичної Республіки Конго.

## Поширення і екологія
Rhampholeon hattinghi мешкають на схилах гори Нзава, розташованої на західному березі озера Танганьїка на південному сході ДР Конго. Вони живуть у вологих тропічних лісах з густими кронами, на висоті від 1200 до 1800 м над рівнем моря. Вдень шукають їжу в лісовій підстилці, серед опалого листя, а на ніч перебираються на низько розташовані гілки кущів і дерев.

## Збереження
МСОП класифікує цей вид як такий, що перебуває на межі зникнення. Rhampholeon hattinghi загрожує знищення природного середовища.